# EFL League Two
De EFL League Two (vaak afgekort tot League Two) is de derde divisie van de English Football League (EFL) en de vierde divisie in het Engelse voetbal. De competitie wordt om sponsorredenen Sky Bet League Two genoemd, naar de hoofdsponsor van de Engelse tweede, derde en vierde divisies.

Er spelen 24 teams in de League Two, die een volledige competitie spelen. Aan het eind van het seizoen promoveren de nummers 1, 2, 3 en de winnaar van de play-offs naar de EFL League One. In de play-offs spelen eerst in de halve finales de nummers 4 en 7, en 5 en 6 volgens het knockout-systeem tegen elkaar. De onderste twee teams degraderen naar de National League en worden vervangen door de kampioen en de winnaar van de play-offs van deze divisie.

## Geschiedenis
De competitie werd voor het eerst gespeeld in het seizoen 2004/05 onder de naam Football League Two. Het verving daarmee de Football League Third Division. Sinds het seizoen 2016/17 heeft het de naam EFL League Two.

## Overzicht van clubs
In het seizoen 2025/26 maken de volgende clubs deel uit van de League Two:
| Club               | Stadion                      | Capaciteit | Resultaat vorig seizoen                       |
| ------------------ | ---------------------------- | ---------- | --------------------------------------------- |
| Accrington Stanley | Crown Ground                 | 5.278      | 21e plaats                                    |
| Barnet             | The Hive Stadium             | 6.418      | 1e plaats (gepromoveerd uit National League)  |
| Barrow             | Holker Street                | 5.449      | 16e plaats                                    |
| Bristol Rovers     | Memorial Stadium             | 12.300     | 22e plaats (gedegradeerd uit League One)      |
| Bromley            | Hayes Lane                   | 5.300      | 11e plaats                                    |
| Cambridge United   | Abbey Stadium                | 8.127      | 23e plaats (gedegradeerd uit League One)      |
| Cheltenham Town    | Whaddon Road                 | 7.066      | 15e plaats                                    |
| Chesterfield       | SMH Group Stadium            | 10.504     | 7e plaats                                     |
| Colchester United  | Colchester Community Stadium | 10.105     | 10e plaats                                    |
| Crawley Town       | Broadfield Stadium           | 5.907      | 21e plaats (gedegradeerd uit League One)      |
| Crewe Alexandra    | Gresty Road                  | 10.109     | 13e plaats                                    |
| Fleetwood Town     | Highbury Stadium             | 5.327      | 14e plaats                                    |
| Gillingham         | Priestfield Stadium          | 11.582     | 17e plaats                                    |
| Grimsby Town       | Blundell Park                | 9.031      | 9e plaats                                     |
| Harrogate Town     | Wetherby Road                | 5.021      | 18e plaats                                    |
| Milton Keynes Dons | Stadium MK                   | 30.303     | 19e plaats                                    |
| Newport County     | Rodney Parade                | 8.722      | 22e plaats                                    |
| Notts County       | Meadow Lane                  | 19.588     | 6e plaats                                     |
| Oldham Athletic    | Boundary Park                | 13.513     | 5e plaats (winnaar play-offs National League) |
| Salford City       | Moor Lane                    | 5.032      | 8e plaats                                     |
| Shrewsbury Town    | New Meadow                   | 9.875      | 24e plaats (gedegradeerd uit League One)      |
| Swindon Town       | County Ground                | 15.547     | 12e plaats                                    |
| Tranmere Rovers    | Prenton Park                 | 16.789     | 20e plaats                                    |
| Walsall            | Bescot Stadium               | 10.862     | 4e plaats                                     |

## Overzicht seizoenen
| Seizoen | Kampioen            | Runner-up           | Derde plaats       | Winnaar play-offs    | Degradanten                              | Topscorer(s) |
| ------- | ------------------- | ------------------- | ------------------ | -------------------- | ---------------------------------------- | --- |
| 2024/25 | Doncaster Rovers    | Port Vale           | Bradford City      | Wimbledon            | Morecambe, Carlisle United               | Michael Cheek (Bromley), 25                                                                                                |
| 2023/24 | Stockport County    | Wrexham             | Mansfield Town     | Crawley Town         | Sutton United, Forest Green Rovers       | Macaulay Langstaff (Notts County), 28                                                                                      |
| 2022/23 | Leyton Orient       | Stevenage           | Northampton Town   | Carlisle United      | Hartlepool United, Rochdale              | Andy Cook (Bradford City), 28                                                                                              |
| 2021/22 | Forest Green Rovers | Exeter City         | Bristol Rovers     | Port Vale            | Oldham Athletic, Scunthorpe United       | Dom Telford (Newport County), 25                                                                                           |
| 2020/21 | Cheltenham Town     | Cambridge United    | Bolton Wanderers   | Morecambe            | Southend United, Grimsby Town            | Paul Mullin (Cambridge United), 31                                                                                         |
| 2019/20 | Swindon Town        | Crewe Alexandra     | Plymouth Argyle    | Northampton Town     | Macclesfield Town, *                     | Eoin Doyle (Swindon Town), 25                                                                                              |
| 2018/19 | Lincoln City        | Bury                | Milton Keynes Dons | Tranmere Rovers      | Notts County, Yeovil Town                | James Norwood (Tranmere Rovers), 29                                                                                        |
| 2017/18 | Accrington Stanley  | Luton Town          | Wycombe Wanderers  | Coventry City        | Barnet, Chesterfield                     | Billy Kee (Accrington Stanley), 25                                                                                         |
| 2016/17 | Portsmouth          | Plymouth Argyle     | Doncaster Rovers   | Blackpool            | Hartlepool United, Leyton Orient         | John Akinde (Barnet), John Marquis (Doncaster Rovers), 26                                                                  |
| 2015/16 | Northampton Town    | Oxford United       | Bristol Rovers     | Wimbledon            | Dagenham & Redbridge, York City          | Matty Taylor (Bristol Rovers), 27                                                                                          |
| 2014/15 | Burton Albion       | Shrewsbury Town     | Bury               | Southend United      | Cheltenham Town, Tranmere Rovers         | Matt Tubbs (Wimbledon/Portsmouth), 21                                                                                      |
| 2013/14 | Chesterfield        | Scunthorpe United   | Rochdale           | Fleetwood Town       | Bristol Rovers, Torquay United           | Sam Winnall (Scunthorpe United), 23                                                                                        |
| 2012/13 | Gillingham          | Rotherham United    | Port Vale          | Bradford City        | Barnet, Aldershot Town                   | Tom Pope (Port Vale), 31                                                                                                   |
| 2011/12 | Swindon Town        | Shrewsbury Town     | Crawley Town       | Crewe Alexandra      | Macclesfield Town, Hereford United       | Jack Midson (Wimbledon), Izale McLeod (Barnet), Adebayo Akinfenwa (Northampton Town), Lewis Grabban (Rotherham United), 18 |
| 2010/11 | Chesterfield        | Bury                | Wycombe Wanderers  | Stevenage            | Lincoln City, Stockport County           | Clayton Donaldson (Crewe Alexandra), 28                                                                                    |
| 2009/10 | Notts County        | Bournemouth         | Rochdale           | Dagenham & Redbridge | Grimsby Town, Darlington                 | Lee Hughes (Notts County), 30                                                                                              |
| 2008/09 | Brentford           | Exeter City         | Wycombe Wanderers  | Gillingham           | Chester City, Luton Town                 | Grant Holt (Shrewsbury Town), Jack Lester (Chesterfield), 20                                                               |
| 2007/08 | Milton Keynes Dons  | Peterborough United | Hereford United    | Stockport County     | Mansfield Town, Wrexham                  | Aaron McLean (Peterborough United), 29                                                                                     |
| 2006/07 | Walsall             | Hartlepool United   | Swindon Town       | Bristol Rovers       | Boston United, Torquay United            | Richard Barker (Hartlepool United), Izale Mcleod (Milton Keynes Dons), 21                                                  |
| 2005/06 | Carlisle United     | Northampton Town    | Leyton Orient      | Cheltenham Town      | Oxford United, Rushden & Diamonds        | Karl Hawley (Carlisle United), Rickie Lambert (Rochdale), 22                                                               |
| 2004/05 | Yeovil Town         | Scunthorpe United   | Swansea City       | Southend United      | Kidderminster Harriers, Cambridge United | Phil Jevons (Yeovil Town), 27                                                                                              |

*Bury werd in League One uit competitie genomen, hierdoor degradeerde er maar een club uit League Two.

## Aantal seizoenen in de vierde klasse
Clubs in het vet spelen in 2025/26 in de League Two.
| Club                    | Plaats             | /68 | Seizoenen (1958-2026)                                                                             |
| ----------------------- | ------------------ | --- | ------------------------------------------------------------------------------------------------- |
| Rochdale                | Rochdale           | 50  | 1959-1969, 1974-2010, 2012-2014, 2021-2023                                                        |
| Hartlepool United       | Hartlepool         | 48  | 1958-1968, 1969-1991, 1994-2003, 2006-2007, 2013-2017, 2021-2023                                  |
| Darlington              | Darlington         | 47  | 1958-1966, 1967-1985, 1987-1989, 1990-1991, 1992-2010                                             |
| Torquay United          | Torquay            | 44  | 1958-1960, 1962-1966, 1972-1991, 1992-2004, 2005-2007, 2009-2014                                  |
| Exeter City             | Exeter             | 43  | 1958-1964, 1966-1977, 1984-1990, 1994-2003, 2008-2009, 2012-2022                                  |
| Crewe Alexandra         | Crewe              | 43  | 1958-1963, 1964-1968, 1969-1989, 1991-1994, 2009-2012, 2016-2020, 2022-....                       |
| Northampton Town        | Northampton        | 42  | 1958-1961, 1969-1976, 1977-1987, 1990-1997, 1999-2000, 2003-2006, 2009-2016, 2018-2020, 2021-2023 |
| Lincoln City            | Lincoln            | 41  | 1962-1976, 1979-1981, 1986-1987, 1988-1998, 1999-2011, 2017-2019                                  |
| Scunthorpe United       | Scunthorpe         | 38  | 1968-1972, 1973-1983, 1984-1999, 2000-2005, 2013-2014, 2019-2022                                  |
| Mansfield Town          | Mansfield          | 38  | 1960-1963, 1972-1975, 1980-1986, 1991-1992, 1993-2002, 2003-2008, 2013-2024                       |
| Stockport County        | Stockport          | 35  | 1959-1967, 1970-1991, 2005-2008, 2010-2011, 2022-2024                                             |
| Doncaster Rovers        | Doncaster          | 35  | 1959-1966, 1967-1969, 1971-1981, 1983-1984, 1988-1998, 2003-2004, 2016-2017, 2022-2025            |
| Colchester United       | Colchester         | 34  | 1961-1962, 1965-1966, 1968-1974, 1976-1977, 1981-1990, 1992-1998, 2016-....                       |
| York City               | York               | 32  | 1958-1959, 1960-1965, 1966-1971, 1977-1984, 1988-1993, 1999-2004, 2012-2016                       |
| Chester City            | Chester            | 32  | 1958-1975, 1982-1986, 1993-1994, 1995-2000, 2004-2009                                             |
| Newport County          | Newport            | 32  | 1962-1980, 1987-1988, 2013-....                                                                   |
| Carlisle United         | Carlisle           | 31  | 1958-1962, 1963-1964, 1987-1995, 1996-1997, 1998-2004, 2005-2006, 2014-2023, 2024-2025            |
| Aldershot               | Aldershot          | 29  | 1958-1973, 1976-1987, 1989-1992                                                                   |
| Bradford City           | Bradford           | 29  | 1961-1969, 1972-1977, 1978-1982, 2007-2013, 2019-2025                                             |
| Chesterfield            | Chesterfield       | 27  | 1961-1970, 1983-1985, 1989-1995, 2000-2001, 2007-2011, 2012-2014, 2017-2018, 2024-....            |
| Halifax Town            | Halifax            | 27  | 1963-1969, 1976-1993, 1998-2002                                                                   |
| Cambridge United        | Cambridge          | 26  | 1970-1973, 1974-1977, 1985-1990, 1995-1999, 2002-2005, 2014-2021, 2025-....                       |
| Southend United         | Southend-on-Sea    | 26  | 1966-1972, 1976-1978, 1980-1981, 1984-1987, 1988-1989, 1998-2005, 2010-2015, 2019-2020            |
| Tranmere Rovers         | Birkenhead         | 25  | 1961-1967, 1975-1976, 1979-1989, 2014-2015, 2018-2019, 2020-....                                  |
| Hereford United         | Hereford           | 25  | 1972-1973, 1978-1997, 2006-2008, 2009-2012                                                        |
| Peterborough United     | Peterborough       | 25  | 1960-1961, 1968-1974, 1979-1991, 1997-2000, 2005-2008                                             |
| Gillingham              | Gillingham         | 24  | 1958-1964, 1971-1974, 1989-1996, 2008-2009, 2010-2013, 2022-....                                  |
| Bury                    | Bury               | 24  | 1971-1974, 1980-1985, 1992-1996, 2002-2011, 2013-2015, 2018-2019                                  |
| Port Vale               | Stoke-on-Trent     | 24  | 1958-1959, 1965-1970, 1978-1983, 1984-1986, 2008-2013, 2017-2022, 2024-2025                       |
| Wrexham                 | Wrexham            | 23  | 1960-1962, 1964-1970, 1983-1993, 2002-2003, 2005-2008, 2023-2024                                  |
| Grimsby Town            | Cleethorpes        | 23  | 1968-1972, 1977-1979, 1988-1990, 2004-2010, 2016-2021, 2022-....                                  |
| Notts County            | Nottingham         | 22  | 1959-1960, 1964-1971, 1997-1998, 2004-2010, 2015-2019, 2023-....                                  |
| Leyton Orient           | Londen             | 21  | 1985-1989, 1995-2006, 2015-2017, 2019-2023                                                        |
| Barnet                  | Londen             | 21  | 1991-1993, 1994-2001, 2005-2013, 2015-2018, 2025-....                                             |
| Shrewsbury Town         | Shrewsbury         | 20  | 1958-1959, 1974-1975, 1992-1994, 1997-2003, 2004-2012, 2014-2015, 2025-....                       |
| Cheltenham Town         | Cheltenham         | 19  | 1999-2002, 2003-2006, 2009-2015, 2016-2021, 2024-....                                             |
| Swansea City            | Swansea            | 18  | 1967-1970, 1973-1978, 1986-1988, 1996-2000, 2001-2005                                             |
| Barrow                  | Barrow-in-Furness  | 17  | 1958-1967, 1970-1972, 2020-....                                                                   |
| Walsall                 | Walsall            | 16  | 1958-1960, 1979-1980, 1990-1995, 2006-2007, 2019-....                                             |
| Accrington Stanley      | Accrington         | 16  | 1960-1961, 2006-2018, 2023-....                                                                   |
| Macclesfield Town       | Macclesfield       | 16  | 1997-1998, 1999-2012, 2018-2020                                                                   |
| Southport               | Southport          | 16  | 1959-1967, 1970-1973, 1974-1978                                                                   |
| Workington              | Workington         | 16  | 1958-1964, 1967-1977                                                                              |
| Morecambe               | Morecambe          | 16  | 2007-2021, 2023-2025                                                                              |
| Brentford               | Londen             | 15  | 1962-1963, 1966-1972, 1973-1978, 1998-1999, 2007-2009                                             |
| Swindon Town            | Swindon            | 14  | 1982-1986, 2006-2007, 2011-2012, 2017-2020, 2021-....                                             |
| Oxford United           | Oxford             | 14  | 1962-1965, 2001-2006, 2010-2016                                                                   |
| Rotherham United        | Rotherham          | 13  | 1973-1975, 1988-1989, 1991-1992, 1997-2000, 2007-2013                                             |
| Wycombe Wanderers       | High Wycombe       | 13  | 1993-1994, 2004-2009, 2010-2011, 2012-2018                                                        |
| Bristol Rovers          | Bristol            | 13  | 2001-2007, 2011-2014, 2015-2016, 2021-2022, 2025-....                                             |
| Oldham Athletic         | Oldham             | 12  | 1958-1963, 1969-1971, 2018-2022, 2025-....                                                        |
| Plymouth Argyle         | Plymouth           | 12  | 1995-1996, 1998-2002, 2011-2017, 2019-2020                                                        |
| Scarborough             | Scarborough        | 12  | 1987-1999                                                                                         |
| Bournemouth             | Bournemouth        | 11  | 1970-1971, 1975-1982, 2002-2003, 2008-2010                                                        |
| Crawley Town            | Crawley            | 11  | 2011-2012, 2015-2024, 2025-....                                                                   |
| Stevenage               | Stevenage          | 10  | 2010-2011, 2014-2023                                                                              |
| Barnsley                | Barnsley           | 10  | 1965-1968, 1972-1979                                                                              |
| Bradford (Park Avenue)  | Bradford           | 10  | 1958-1961, 1963-1970                                                                              |
| Cardiff City            | Cardiff            | 10  | 1986-1988, 1990-1993, 1995-1999, 2000-2001                                                        |
| Hull City               | Kingston upon Hull | 10  | 1981-1983, 1996-2004                                                                              |
| Luton Town              | Luton              | 9   | 1965-1968, 2001-2002, 2008-2009, 2014-2018                                                        |
| AFC Wimbledon           | Londen             | 8   | 2011-2016, 2022-2025                                                                              |
| Blackpool               | Blackpool          | 8   | 1981-1985, 1990-1992, 1999-2000                                                                   |
| Dagenham & Redbridge    | Londen             | 8   | 2007-2010, 2011-2016                                                                              |
| Reading                 | Reading            | 8   | 1971-1976, 1977-1978, 1983-1984, 2016-2017                                                        |
| Wigan Athletic          | Wigan              | 8   | 1978-1982, 1993-1997                                                                              |
| Salford City            | Salford            | 7   | 2019-....                                                                                         |
| Brighton & Hove Albion  | Brighton           | 7   | 1963-1965, 1996-2001                                                                              |
| Burnley                 | Burnley            | 7   | 1985-1992                                                                                         |
| Forest Green Rovers     | Nailsworth         | 6   | 2017-2022, 2023-2024                                                                              |
| Burton Albion           | Burton upon Trent  | 6   | 2009-2015                                                                                         |
| Huddersfield Town       | Huddersfield       | 6   | 1975-1980, 2003-2004                                                                              |
| Portsmouth              | Portsmouth         | 6   | 1978-1980, 2013-2017                                                                              |
| Yeovil Town             | Yeovil             | 6   | 2003-2005, 2015-2019                                                                              |
| Harrogate Town          | Harrogate          | 6   | 2020-....                                                                                         |
| Milton Keynes Dons      | Milton Keynes      | 6   | 2006-2008, 2018-2019, 2023-....                                                                   |
| Boston United           | Boston             | 5   | 2002-2007                                                                                         |
| Kidderminster Harriers  | Kidderminster      | 5   | 2000-2005                                                                                         |
| Millwall                | Londen             | 5   | 1958-1962, 1964-1965                                                                              |
| Watford                 | Watford            | 5   | 1958-1960, 1975-1978                                                                              |
| Aldershot Town          | Aldershot          | 5   | 2008-2013                                                                                         |
| Preston North End       | Preston            | 5   | 1985-1987, 1993-1996                                                                              |
| Rushden & Diamonds      | Irthlingborough    | 4   | 2001-2003, 2004-2006                                                                              |
| Wimbledon FC            | Londen             | 4   | 1977-1979, 1980-1981, 1982-1983                                                                   |
| Fleetwood Town          | Fleetwood          | 4   | 2012-2014, 2024-....                                                                              |
| Sutton United           | Londen             | 3   | 2021-2024                                                                                         |
| Crystal Palace          | Londen             | 3   | 1958-1962                                                                                         |
| Fulham                  | Londen             | 3   | 1994-1997                                                                                         |
| Maidstone United        | Maidstone          | 3   | 1989-1992                                                                                         |
| Bromley                 | Londen             | 2   | 2024-....                                                                                         |
| Bolton Wanderers        | Bolton             | 2   | 1987-1988, 2020-2021                                                                              |
| Bristol City            | Bristol            | 2   | 1982-1984                                                                                         |
| Coventry City           | Coventry           | 2   | 1958-1959, 2017-2018                                                                              |
| Gateshead               | Gateshead          | 2   | 1958-1960                                                                                         |
| Wolverhampton Wanderers | Wolverhampton      | 2   | 1986-1988                                                                                         |
| Sheffield United        | Sheffield          | 1   | 1981-1982                                                                                         |

Accrington Stanley ·
Barnet ·
Barrow · 
Bristol Rovers · 
Bromley ·
Cambridge United · 
Cheltenham Town ·
Chesterfield ·
Colchester United ·
Crawley Town · 
Crewe Alexandra · 
Fleetwood Town ·
Gillingham ·
Grimsby Town ·
Harrogate Town · 
Milton Keynes Dons · 
Newport County ·	
Notts County · 
Oldham Athletic · 
Salford City · 
Shrewsbury Town · 
Swindon Town ·
Tranmere Rovers ·
Walsall ·
1888/89 · 1889/90 · 1890/91 · 1891/92 · 1892/93 · 1893/94 · 1894/95 · 1895/96 · 1896/97 · 1897/98 · 1898/99 · 1899/00 · 1900/01 · 1901/02 · 1902/03 · 1903/04 · 1904/05 · 1905/06 · 1906/07 · 1907/08 · 1908/09 · 1909/10 · 1910/11 · 1911/12 · 1912/13 · 1913/14 · 1914/15 · 1915/16 · 1916/17 · 1917/18 · 1918/19 · 1919/20 · 1920/21 · 1921/22 · 1922/23 · 1923/24 · 1924/25 · 1925/26 · 1926/27 · 1927/28 · 1928/29 · 1929/30 · 1930/31 · 1931/32 · 1932/33 · 1933/34 · 1934/35 · 1935/36 · 1936/37 · 1937/38 · 1938/39 · 1939/40 · 1940/41 · 1941/42 · 1942/43 · 1943/44 · 1944/45 · 1945/46 · 1946/47 · 1947/48 · 1948/49 · 1949/50 · 1950/51 · 1951/52 · 1952/53 · 1953/54 · 1954/55 · 1955/56 · 1956/57 · 1957/58 · 1958/59 · 1959/60 · 1960/61 · 1961/62 · 1962/63 · 1963/64 · 1964/65 · 1965/66 · 1966/67 · 1967/68 · 1968/69 · 1969/70 · 1970/71 · 1971/72 · 1972/73 · 1973/74 · 1974/75 · 1975/76 · 1976/77 · 1977/78 · 1978/79 · 1979/80 · 1980/81 · 1981/82 · 1982/83 · 1983/84 · 1984/85 · 1985/86 · 1986/87 · 1987/88 · 1988/89 · 1989/90 · 1990/91 · 1991/92 · 1992/93 · 1993/94 · 1994/95 · 1995/96 · 1996/97 · 1997/98 · 1998/99 · 1999/00 · 2000/01 · 2001/02 · 2002/03 · 2003/04 · 2004/05 · 2005/06 · 2006/07 · 2007/08 · 2008/09 · 2009/10 · 2010/11 · 2011/12 · 2012/13 · 2013/14 · 2014/15 · 2015/16 · 2016/17 · 2017/18 · 2018/19 · 2019/20 · 2020/21 · 2021/22 · 2022/23 · 2023/24 · 2024/25